# Blue Murder (newwaveband)
Blue Murder is een newwaveband uit Amsterdam die bestond van 1982 tot en met 1987.
De band werd opgericht door de gebroeders Maarten en Rogier van der Ploeg na het uiteenvallen van hun vorige band Soviet Sex. Ook dat was een newwaveband, maar met meer psychedelische trekjes. Met Blue Murder gingen ze meer de kant van de gitaarpop uit. Doordat deze muziek toegankelijker is, werd de band al snel veel gevraagd voor optredens.
Op hun eerste album, uitgegeven in eigen beheer, klonk de band nog zoekende naar haar eigen geluid. Op het tweede album is dat geluid al grotendeels gevonden.
Na hun derde album uit 1985, dat niet zo goed werd ontvangen als het tweede, kreeg de groep ook aandacht vanuit Engeland. Ze traden op in het popprogramma The Tube gepresenteerd door Jools Holland.
In 1986 werden twee singles uitgebracht, waaronder Talk Talk Talk. De hiermee gepaard gaande bekendheid leverde de band een optreden op op Pinkpop.
Op hun laatste album, opgenomen in 1987, beweegt de band zich meer richting de blues. De band valt hierna uit elkaar. De broers Van Der Ploeg gaan met toetseniste Tajiri verder onder de naam Astral Bodies.

## Bandbezetting
- Annemiek Lelyveld - basgitaar
- Kors Eijkelboom - drums
- Maarten van der Ploeg - gitaar, zang
- Phil van Tongeren - synthesizer, zang
- Rogier van der Ploeg - gitaar
- Ryu Tajiri - keyboard, zang

Voormalige muzikanten:
- Jos den Brok - drums
- Moniek Voulon - drums

## Discografie
Muziekcassettes:
- Blue Murder (1982), uitgegeven bij Taaltapes

Albums:
- Date with an Angel (1984)
- Blue Murder (1984)
- Energized (1985)
- La La Love (1985)
- At Home (1987)

Singles:
- Gone with the Wind
- Stalking the Deerpark (1986)
- Talk Talk Talk (1986)
- Fiction (1986)

## Bron
- Beschrijving op popinstituut.nl (gearchiveerd)
- (en)  Blue Murder op Discogs